# Gesetzgebender Körper
Der Gesetzgebende Körper war ein Verfassungsorgan der Freien Stadt Frankfurt.

## Der Gesetzgebende Körper nach der Konstitutionsergänzungsakte
Mit der Konstitutionsergänzungsakte, der Verfassung der Freien Stadt Frankfurt von 1816, wurde der Gesetzgebende Körper eingerichtet. Gemäß Art. 9 bestand er aus 85 Mitgliedern, darunter
- 20 Mitgliedern, die vom Senat der Freien Stadt Frankfurt aus seiner Mitte gewählt wurden
- 20 Mitgliedern, die von der Ständigen Bürgerrepräsentation aus ihrer Mitte gewählt wurden
- 45 Mitgliedern, die in indirekter Wahl von den Bürgern bestimmt wurden

Der Senat war frei darin, aus welcher der drei Bänke die gewählten Kandidaten waren. Die Gewählten gehörten überwiegend der Senatoren- und der Schöffenbank an. Die Ständige Bürgerrepräsentation war verpflichtet, bei ihrer Wahl sicherzustellen, dass immer einige Mitglieder des Stadtrechnungs-Revisionscolleg in den Gesetzgebende Körper gewählt wurden.
Das Verfahren zur indirekten Wahl der 45 Mitglieder, die durch die Bürger bestimmt wurden, war in Artikel 11 der Konstitutionsergänzungsakte geregelt.
Das aktive Wahlrecht war an das Bürgerrecht gebunden, das nach Artikel 6 der Konstitutionsergänzungsakte ein Vermögen von mindestens 5000 Gulden voraussetzte, sofern der gesetzgebende Körper keine Ausnahme beschloss: Dem gesetzgebenden Körper bleibt jedoch, auf Antrag des Senats, die Dispensation zugunsten vorzüglicher Talente vorbehalten.
Juden waren also vom Wahlrecht ausgeschlossen, auch wenn sie wohlhabend waren, da sie kein Bürgerrecht erwerben konnten, sondern als Staatsuntertanen galten und den Bürgern seit 1824 lediglich privatrechtlich gleichgestellt waren. Ebenso bestand auch kein Frauenwahlrecht.
Die wahlberechtigten Bürger wählten in drei Abteilungen jeweils 25 Wahlmänner. Zur ersten Abteilung gehörten Adelige, Gelehrte aller Fakultäten, Staatsdiener, Gutsbesitzer, Rentiers, Offiziere, Lehrer und nichtzünftige Künstler. Die zweite Abteilung umfasste Bankiers, Groß- und Kleinhändler, Gastwirte, verbürgerte Buchhalter und Handlungscommis, geschworene Mäkler, Krämer und alle zu keiner Zunft gehörigen Wirte. In der dritten Abteilung stimmten alle zünftigen Handwerker und Künstler sowie die übrigen Bürger ab, welche keiner der beiden anderen Abteilungen angehörten und irgend ein sonstiges gesetzlich erlaubtes Gewerb und Nahrung dahier treiben.
Das Kollegium der 75 Wahlmänner (1823 kamen noch neun Deputierte aus den Landgemeinden hinzu) wählte anschließend in einer Sitzung im Römer mit absoluter Stimmenmehrheit 45 Bürger aus allen Ständen der gesammten hiesigen christlichen Bürgerschaft,...in deren Rechtschaffenheit und Kenntnisse sie Vertrauen setzen. Passives Wahlrecht hatten, mit Ausnahme der Mitglieder des Senats und der Ständigen Bürgerrepräsentation, alle männlichen Bürger christlicher Konfession, ausgenommen
- wer noch nicht 30 Jahre alt war,
- wer in besoldetem Dienst eines Privaten stand,
- wer eines peinlichen Verbrechens halber bestraft worden oder desfalls noch in Untersuchung steht,
- alle Falliten, es sey denn, daß jemand seine Zahlungsunfähigkeit gerichtlich angezeigt oder mit seinen Gläubigern insgeheim Nachlässe oder Anstandsverträge errichtet hat, bevor er seine Gläubiger vollständig, d. h. ohne Abzug oder Nachlaß, bezahlt haben wird.

Der Gesetzgebende Körper war zuständig für die Gesetzgebung, die Bewilligung und Erhebung von Steuern, Genehmigung des Budgets und die Aufsicht über den Staatshaushalt. Der Vorstand des Gesetzgebenden Körpers bestand aus dem Präsidenten, zwei Vizepräsidenten und einem Sekretariat von vier Rechtsgelehrten.

## Während und nach der Märzrevolution
In der Revolution von 1848/1849 in der Freien Stadt Frankfurt wurde die Forderung nach einer direkten und gleichen Wahl des Parlamentes laut.
Der Verfassungsausschuss der Stadt Frankfurt legte einen Gesetzesentwurf vor, der die Abschaffung des Gesetzgebenden Körpers und stattdessen die Wahl einer Constituierenden Versammlung der Freien Stadt Frankfurt vorsah. Der Senat stimmte dem Vorschlag zu und legte ihn dem Gesetzgebenden Körper vor. Dieser stimmte am 9. Oktober der Vorlage nach langen Beratungen ohne Änderungen zu und stimmte damit für die eigene Auflösung. Am 17. Oktober 1848 fand die Volksabstimmung über die Verfassungsänderungen statt. In der I. Abteilung stimmten 349 Bürger der Vorlage zu, 97 lehnten ab. In der zweiten Abteilung waren es 774 Befürworter bei 172 Gegnern und in der dritten Abteilung standen 1189 Befürwortern 278 Nein-Stimmen entgegen. Damit war der Gesetzgebende Körper abgeschafft.
Ende 1849 schlief die Constituierende Versammlung ein. Am 31. Dezember 1849 beschloss der Senat, der Gesetzgebende Körper solle gemäß der Konstitutionsergänzungsakte neu gewählt werden. ab 1850 waren daher die alten Verhältnisse wiederhergestellt.
1853 erhielten die Landbewohner das Wahlrecht. Das Organische Gesetz von 16. September 1856 änderte das Wahlrecht. Nun wurden 11 Mitglieder von den Landgemeinden und 57 von der Bürgerschaft gewählt. Die ständige Bürgerrepräsentation bestimmte weiterhin 20 Mitglieder, der Senat jedoch nicht. Mit der Wahlrechtsreform von 1866 wurde die direkte Wahl eingeführt, allerdings fand vor der preußischen Annexion keine Wahl mehr statt.

## Präsidenten der Gesetzgebenden Versammlung
| Amtszeit  | Name                                                            |
| --------- | --------------------------------------------------------------- |
| 1817–1824 | Friedrich Maximilian Freiherr von Günderrode                    |
| 1825      | Johann Friedrich von Meyer                                      |
| 1826      | Georg Friedrich von Guaita                                      |
| 1827      | Friedrich Philipp Wilhelm Freiherr von Malapert, gen. Neufville |
| 1828      | Sigismund Paul Hiepe                                            |
| 1829–30   | Friedrich Philipp Wilhelm Freiherr von Malapert, gen. Neufville |
| 1831–34   | Ferdinand Maximilian Starck                                     |
| 1835      | Georg Friedrich von Guaita                                      |
| 1836–48   | Ferdinand Maximilian Starck                                     |
| 1849      | Friedrich Kugler                                                |
| 1850      | Johann Jacob Conrad Kloß                                        |
| 1851      | Samuel Gottlieb Müller                                          |
| 1852–54   | Georg Wilhelm Hessenberg                                        |
| 1855      | Emil von Oven                                                   |
| 1856      | Georg Wilhelm Hessenberg                                        |
| 1857      | Eduard Franz Souchay de la Duboissiere                          |
| 1858–61   | Siegmund Friedrich Müller                                       |
| 1862      | Wilhelm Carl Friedrich Textor                                   |
| 1863      | Siegmund Friedrich Müller                                       |
| 1864–66   | Georg Julius Jung                                               |